# مسعود تابش
مسعود تابش (متولد چهاردهم فروردین ۱۳۲۸ در اصفهان) بازیکن بازنشسته فوتبال اهل ایران است که  مدیر عامل باشگاه سپاهان اصفهان بود. تابش برای اولین بار توسط محمود حریری بنیانگذار سپاهان در سال ۱۳۴۴ به این تیم دعوت شد. او از سال ۱۳۵۹ تا ۱۳۷۲ سرمربی سپاهان نیز بوده است.

## فوتبال حرفه‌ای
در سال ۱۳۴۴ مسعود تابش در دبیرستان سعدی اصفهان مشغول به تحصیل بود که مورد توجه معلم ورزش‌اش (محمود حریری) قرار می‌گیرد و به تیم شاهین اصفهان دعوت می‌شود و از همان سال تا سال ۱۳۴۶ به مدت سه سال در باشگاه شاهین بازی می‌کند و از سال ۱۳۴۶ تا پایان دوران بازیکنی‌اش (۱۳۶۷) به مدت ۲۴ سال در همهٔ بازی‌های سپاهان به جز یک بازی (به دلیل دو اخطاره بودن) شرکت می‌کند.
نمایش خیره‌کنندهٔ وی و تأثیری که در بازی تیم داشت باعث شده بود تا بسیاری از فوتبال دوستان او را بشناسند و در بسیاری از هفته‌ها در تیم منتخب هفته حضور داشته باشد؛ و در دهه پنجاه به تیم ملی ایران راه یابند و یکی از ملی پوشان در این دهه باشد.
ایشان از سال ۱۳۵۵ تا ۱۳۶۷ به مدت ۱۳ سال بازوبند کاپیتانی سپاهان را بر بازوی خود داشت.
او از سال ۱۳۵۵ تا ۱۳۶۷ به مدت ۱۳ سال بازوبند کاپیتانی سپاهان را بر بازوی خود داشت.
از سال ۱۳۶۱ که محمود حریری به دلیل بیماری همسرش مجبور به ترک اصفهان شد، امتیاز سپاهان به تابش واگذار شد تا میراث‌دار آن باشد و وی تا سال ۱۳۷۲ به مدت ۱۲ سال مالک، مدیرعامل و سرمربی این تیم بود، تا در سال‌هایی که جامعه درگیر جنگ و انقلاب ایران کمتر توجهی به فوتبال نشان می‌داد، سپاهان را با چنگ و دندان حفظ کند.
با شروع مسابقات لیگ، در حالی‌که سپاهان یکی از تیم‌های همیشه حاضر در لیگ بود، شرایط اقتصادی به‌وجود آمده، تابش را مجاب می‌کند که تنها برای حفظ نام سپاهان، در سال ۱۳۷۲ مالکیت باشگاه را به کارخانه سیمان سپاهان واگذار کند. پس از این تغییرات وی به مدت ۶ ماه مدیرعامل باشگاه می‌ماند و پس از آن از تیم جدا می‌شود و تا سال ۱۳۸۰ که به توصیه مهرزاد خلیلیان مدیر کل وقت تربیت بدنی استان اصفهان، به تیم سپاهان بازمی‌گردد.
وی از سال ۱۳۸۰ تا ۱۳۹۷ به عنوان معاون فنی، ورزشی و قائم مقام باشگاه سپاهان مشغول به فعالیت بوده است. مسعود تابش در اردیبهشت ۱۳۹۷ به عنوان مدیر عامل باشگاه سپاهان انتخاب شد و تا اسفند ۱۳۹۸ در این سمت باقی ماند. هواداران سپاهان به دلیل حضور مستمر وی در پست‌های مختلف در باشگاه به او لقب «مردی برای تمام فصول» داده‌اند.

## زندگی شخصی
تابش در سال ۱۳۵۷ ازدواج می‌کند. وی دارای دو فرزند پسر است که یکی دندانپزشک و دیگری مهندس کامپیوتر است. تابش از نسلی از بازیکنان سپاهان است که تحصیلاتشان را در حد دانشگاهی ادامه داده‌اند. وی دارای مدرک تحصیلی فوق لیسانس و مهندس مخابرات است و کارمند سابق مخابرات اصفهان است. او علاقه‌مند به سینما و موسیقی پاپ است.

## نگارخانه

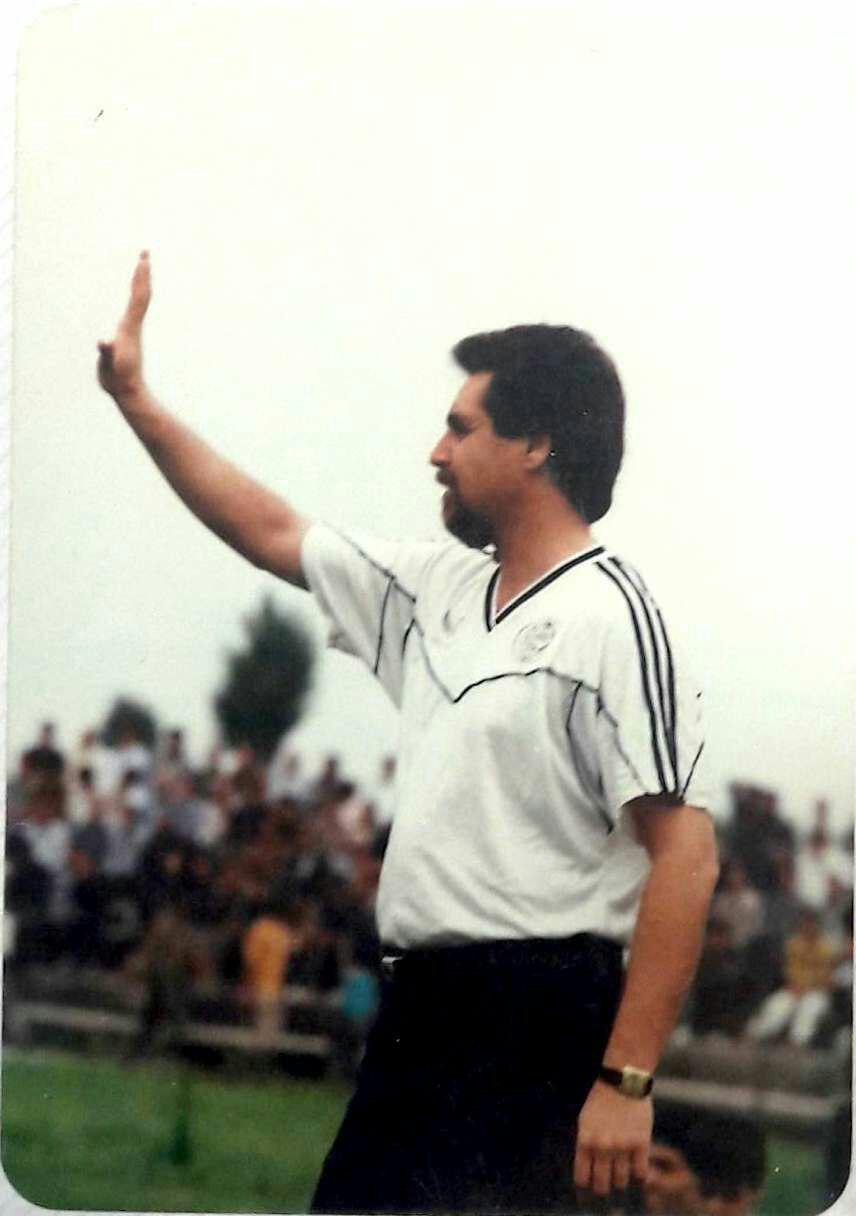
مربیگری
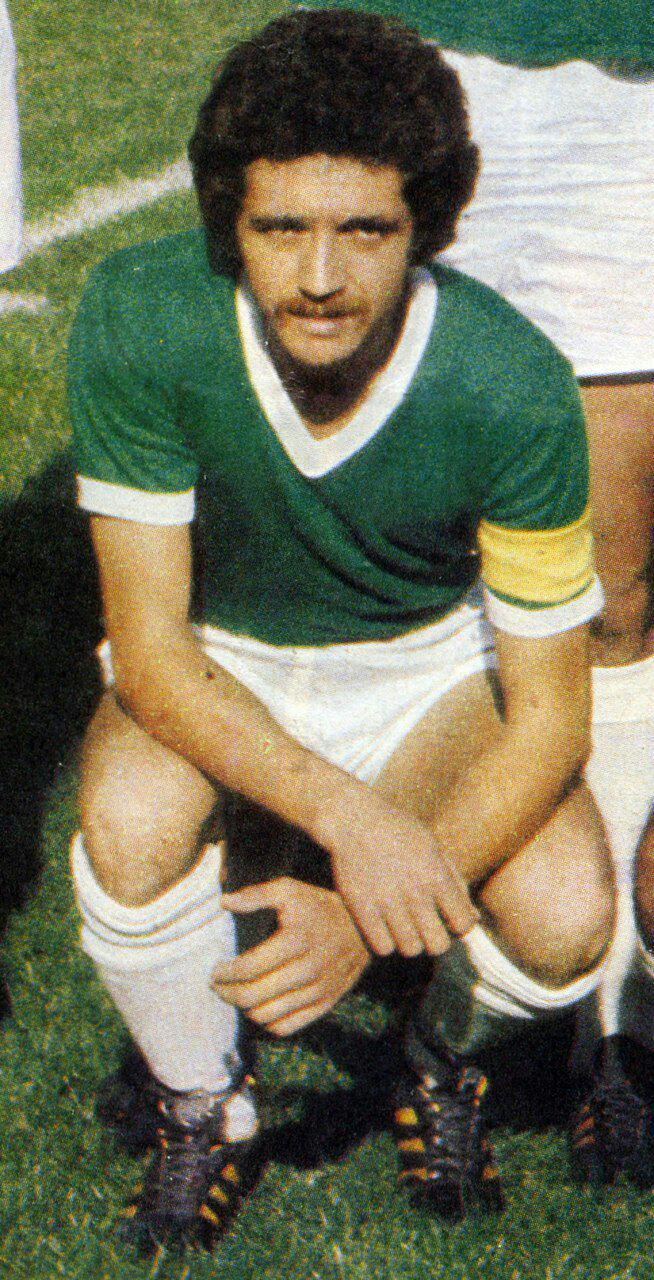
عکس کاپیتان
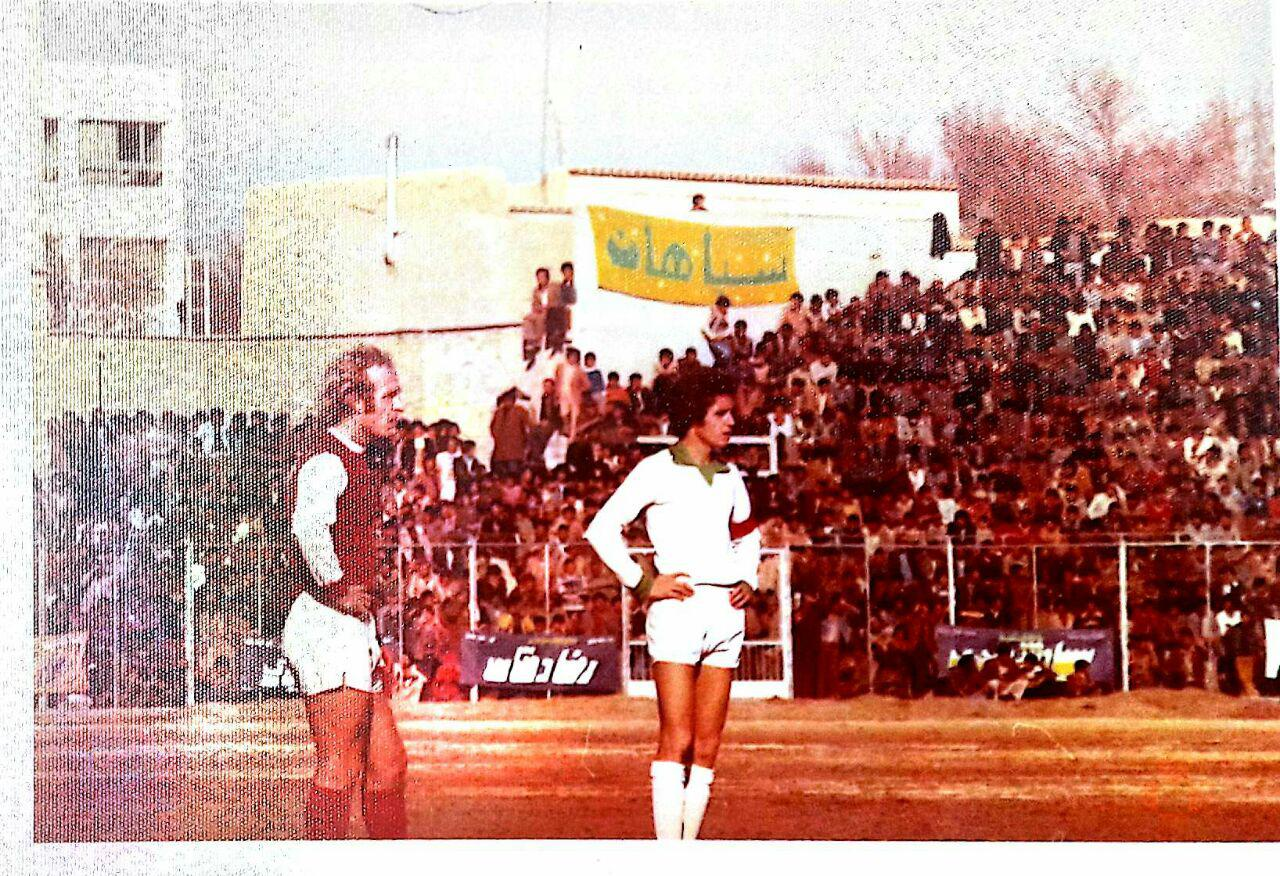
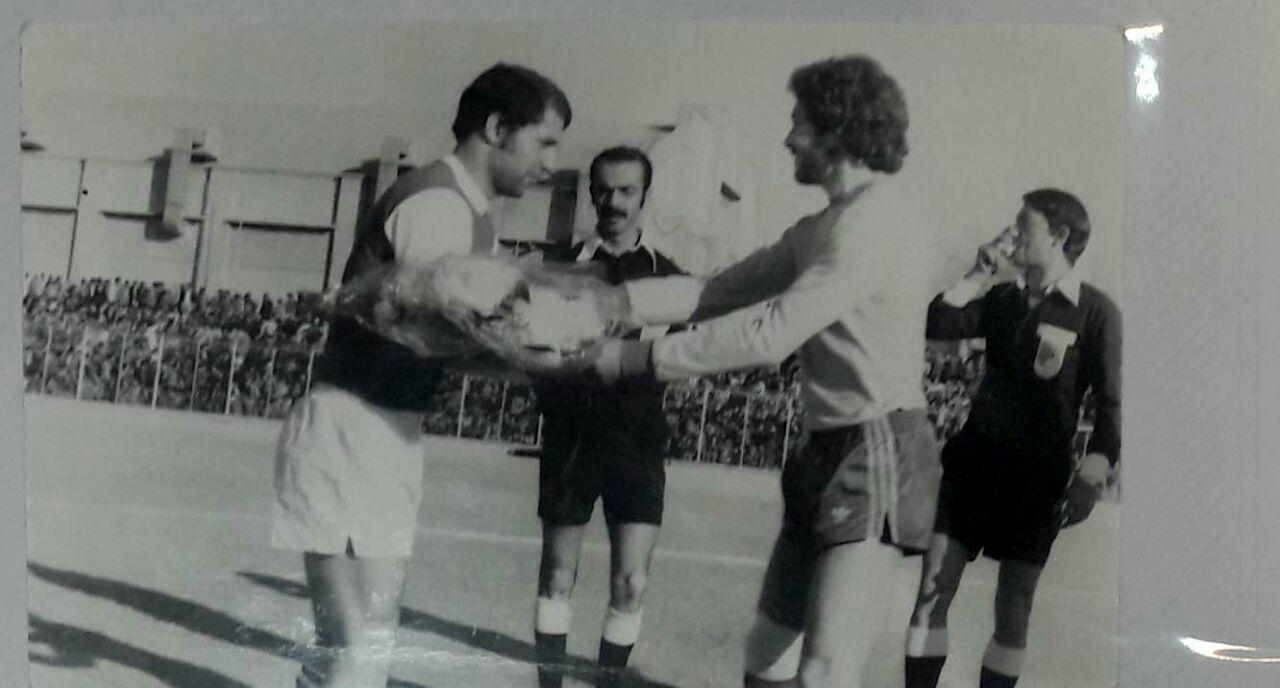
در کنار علی پروین
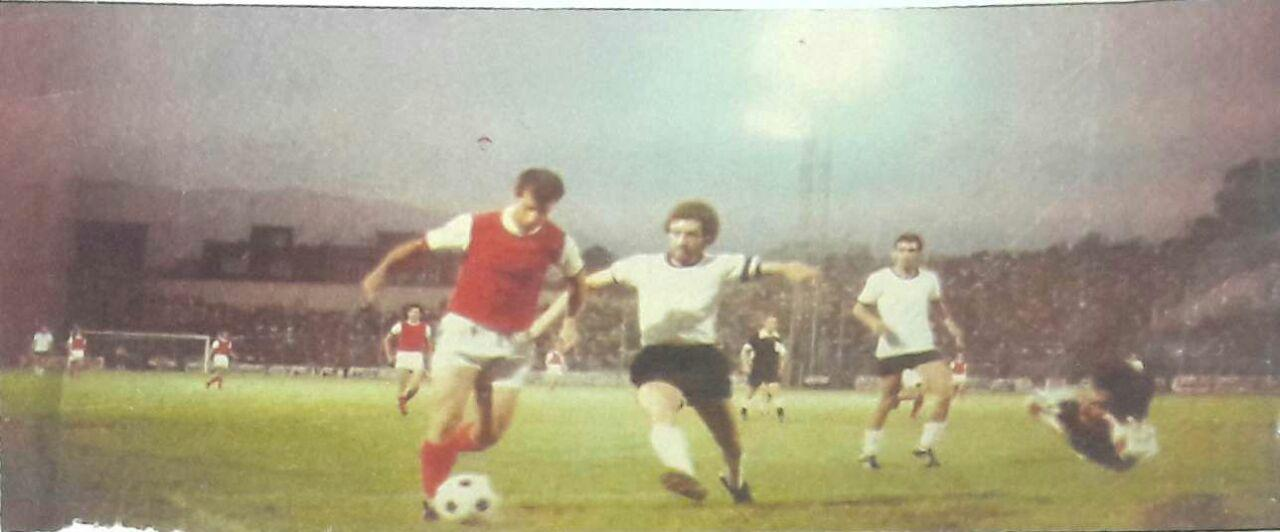
بازی در ورزشگاه آزادی